# Nădab - Socodor - Vărșad
Nădab - Socodor - Vărșad este o arie protejată (arie specială de conservare — SAC, sit de importanță comunitară — SCI) din România, desemnată în scopul protejării biodiversității și menținerii într-o stare de conservare favorabilă a florei spontane și faunei sălbatice, precum și a habitatelor naturale de interes comunitar aflate în arealul zonei de protecție. Aceasta se întinde pe o suprafață de 7.802,6 ha, integral pe uscat.

## Localizare
Centrul sitului Nădab - Socodor - Vărșad este situat la coordonatele 46°24′42″N 21°22′20″E / 46.411708°N 21.372097°E. Situl se întinde pe teritoriul administrativ al orașului Chișineu-Criș și pe cele ale comunelor Grăniceri, Șimand, Macea, Pilu și Socodor din județul Arad.

## Înființare
Situl Nădab - Socodor - Vărșad (ROSCI0231) a fost declarat sit de importanță comunitară în decembrie 2007 pentru a proteja 2 specii de plante și 5 specii de animale. Situl a fost protejat și ca arie specială de conservare în mai 2022. Acesta include rezervația naturală de soluri sărăturate de la Socodor.

## Biodiversitate
Situată în ecoregiunea panonică, aria protejată conține 2 habitate naturale: Stepe și mlaștini sărate panonice, Pajiști aluvionare inundabile, de Cnidion dubii.
La baza desemnării sitului se află mai multe specii protejate:
- plante (2): pălămidă (Cirsium brachycephalum), trifoiaș-de-baltă (Marsilea quadrifolia)
- amfibieni (2): buhai de baltă cu burtă roșie (Bombina bombina), triton cu creastă (Triturus cristatus)
- mamifere (2): dihor de stepă (Mustela eversmanii), popândău (Spermophilus citellus)
- reptile (1): țestoasa de baltă (Emys orbicularis)

Pe lângă speciile protejate, pe teritoriul sitului au mai fost identificate 59 de specii de plante, 2 specii de amfibieni, 2 specii de mamifere, 3 specii de nevertebrate, 1 specie de reptile.